# Etienne Amenyido
Etienne Amenyido (* 1. März 1998 in Herford oder Bünde) ist ein deutsch-togoischer Fußballspieler.
Nach seinen Anfängen bei einem Amateurverein in Ostwestfalen wurde er fußballerisch bei Borussia Dortmund ausgebildet, kam aber dort später nicht über die Reservemannschaft hinaus. Nach einer zwischenzeitlichen Leihe in die niederländische Eredivisie zu VVV-Venlo spielte Amenyido ab 2018 beim VfL Osnabrück, mit dem er gleich im ersten Jahr in die 2. Bundesliga aufstieg. Nach weiteren zwei Jahren samt Wiederabstieg in die 3. Liga wechselte er zum FC St. Pauli und stieg mit ihnen 2024 in die Bundesliga auf. Seit Sommer 2024 spielt Etienne Amenyido bei Preußen Münster. Zudem ist er ein ehemaliger deutscher Nachwuchsnationalspieler und aktueller togoischer A-Nationalspieler. 

## Werdegang

### Verein
Der Stürmer Amenyido ist Sohn eines Togolesen und einer Deutschen. Er wuchs im ostwestfälischen Bünde auf und begann seine Karriere im Alter von vier Jahren beim Bünder SV und spielte dort bis zu seinem 13. Lebensjahr, bevor er in die Jugendakademie von Borussia Dortmund wechselte. Amenyido durchlief ab da sämtliche Jugendmannschaften des Topklubs aus dem Ruhrgebiet und war mit der A-Jugend (U19) zweimal deutscher Meister geworden. Den Jugendmannschaften entwachsen, gab er dann am 30. Juli 2017 beim 2:2 am ersten Spieltag in der Regionalliga West gegen Rot-Weiss Essen sein Debüt für die zweite Mannschaft.
Nur wenig später verlieh der BVB Amenyido die niederländische Eredivisie an Aufsteiger VVV-Venlo, wo er am 27. August 2017 bei der 0:2-Niederlage gegen Ajax Amsterdam sein Debüt im Profifußball gab. Auch verletzungsbedingt konnte er sich nicht in Venlo, einer Stadt an der deutschen Grenze, nicht behaupten und kam zu lediglich vier Pflichtspieleinsätzen. Der 3:0-Sieg im Spiel im KNVB-Beker am 21. September 2017 gegen den Viertligisten Blauw Geel '38, wo Amenyido in der Startelf stand und dabei sowohl ein Tor schoss als auch eine Vorlage gab, war der einzige Lichtblick in dieser kurzen Episode. Der Leihvertrag wurde im Januar 2018 wieder aufgelöst, woraufhin er zum BVB zurückkehren musste. Dort gehörte Amenyido dem Kader der zweiten Mannschaft an, kam aber zu keinem Einsatz. Im Sommer 2018 war dann seine Zeit in Dortmund endgültig beendet.
Er wechselte daraufhin zum Drittligisten VfL Osnabrück, war aber in seinem ersten Jahr in der Hasestadt – nur 44 Kilometer von seiner Heimatstadt Bünde entfernt – nicht unbedingt Stammspieler, sondern kam lediglich in 22 Partien zum Einsatz, dabei nur 12 Mal als Teil der Startelf. Der VfL Osnabrück, der damals von Daniel Thioune trainiert wurde, stand ab dem zehnten Spieltag durchgehend auf einem direkten Aufstiegsplatz und stieg schließlich als Drittligameister in die 2. Bundesliga auf. Im Unterhaus kam Amenyido, dessen Vertrag zwischenzeitlich bis 2021 verlängert wurde, auch eher ein Pendler zwischen der Anfangself und der Ersatzbank, zumal er auch durch eine Rotsperre sowie durch Verletzungen ausgebremst wurde. Am Anfang der Saison, am 11. August 2019, spielte er mit den Niedersachsen in der ersten Runde des DFB-Pokals gegen den Vorjahresfinalisten RB Leipzig und verlor knapp mit 2:3, dabei erzielte er in der 9. Minute das Tor zum zwischenzeitlichen 1:1-Ausgleich. Der VfL Osnabrück stand in der Liga lediglich am ersten Spieltag auf einem Abstiegsplatz und schaffte mit einem 13. Tabellenplatz den direkten Klassenerhalt. In seinem zweiten Jahr war Amenyido nun Stammspieler, war aber zwischenzeitlich von muskulären Problemen ausgebremst wurden. Der VfL Osnabrück, der nach dem Abgang von Daniel Thioune zum Hamburger SV nun von Marco Grote trainiert wurde, stand am elften Spieltag noch auf Platz fünf, rutschte aber in der Folge aber in der Tabelle ab und befand sich in Abstiegsgefahr, so dass Grote nach einer 0:1-Niederlage beim SV Darmstadt 98 entlassen wurde. Der VfL wurde bis zum Saisonende von Florian Fulland und Markus Feldhoff betreut und erreichte zum Saisonende den Relegationsplatz. Dort scheiterten sie am FC Ingolstadt 04, so dass die Osnabrücker nach nur zwei Jahren wieder den Gang in die 3. Liga antreten mussten. Amenyido brach daraufhin seine Zelte ab.
Er ging zum FC St. Pauli. In seiner ersten Saison kam Amenyido aufgrund von Achillesfersenproblemen sowie aufgrund einer Wadenverletzung zu lediglich 13 Einsätzen. Ein Highlight in seiner Karriere war der 18. Januar 2022, als er mit dem Stadtteilverein aus Hamburg im Achtelfinalspiel im DFB-Pokal gegen seinen Ex-Verein Borussia Dortmund, der im Vorjahr den „Pott“ gewann und dabei sowohl mit Erling Haaland als auch mit Jude Bellingham antrat, mit 2:1 siegte und dabei in der vierten Minute selbst den Treffer zur 1:0-Führung erzielte. Der FC St. Pauli erreichte im Pokal das Viertelfinale und schied dort gegen den 1. FC Union Berlin aus. In der Liga waren die „Kiezkicker“ Herbstmeister geworden, verpassten aber mit Platz fünf schließlich den Bundesliga-Aufstieg. In der Folgesaison geriet der FC St. Pauli in Abstiegsgefahr, so dass Trainer Timo Schultz zur Winterpause durch seinen Co-Trainer Fabian Hürzeler ersetzt wurde. Unter ihm beendete der Stadtteilclub die Saison erneut auf Platz fünf. Amenyido fiel dabei fast die komplette Rückrunde aufgrund von Adduktorenbeschwerden aus. In seinem dritten Jahr beim FC St. Pauli war er gleichfalls von Verletzungen ausgebremst worden und wenn er spielte, dann immer als Einwechselspieler. Der FC St. Pauli stieg zum Saisonende in die Bundesliga auf. Den Gang ins Oberhaus trat Amenyido nicht an, so dass seine Zeit auf dem Kiez beendet war.
Im Sommer 2024 wechselte er zum Zweitligaaufsteiger Preußen Münster.

### Nationalmannschaft
Für die deutsche U-19-Nationalmannschaft absolvierte Amenyido sieben Spiele und erzielte fünf Tore. Er nahm an der Europameisterschaft 2017 teil, bei der die deutsche Auswahl bereits in der Vorrunde scheiterte. In der deutschen U-20-Auswahl wurde er dreimal eingesetzt.
Am 12. Oktober 2020 debütierte Amenyido für die A-Nationalmannschaft Togos, als er bei einem Testspiel gegen den Sudan (1:1) eine Halbzeit lang eingesetzt wurde. Vorerst war dies sein einziges Länderspiel und erst am 6. September 2024 kam er zu seinem zweiten Einsatz für den Togo, als er im Afrika-Cup-Qualifikationsspiel gegen Liberia (1:1) in der 66. Minute für Yawo Agbagno eingewechselt wurde.

## Titel
- Deutscher Zweitligameister und Aufstieg in die Bundesliga: 2024 (FC St. Pauli)
- Deutscher Drittligameister und Aufstieg in die 2. Bundesliga: 2019 (VfL Osnabrück)